# サヨナラ嘘ツキ
「サヨナラ嘘ツキ」（サヨナラうそツキ）は、みみめめMIMIの楽曲。ユカが作詞・作曲を手掛けた。みみめめMIMIの3枚目のシングルとして2014年5月28日にAstro Voiceから発売された。

## 背景
本曲は、テレビアニメ『ブレイドアンドソウル』のオープニングテーマに起用されたが、タイアップ情報は曲がほぼ完成してから知ったという。
ユカが2013年にさいたまスーパーアリーナにて開催されたAnimelo Summer Liveの模様に感銘を受け、ライブで盛り上がる曲に仕上げたという。歌詞はユカ自身の葛藤に同アニメの主人公であるアルカの過去を重ね合わせて制作された。なお2番に登場する時計の針を思わせる音は、元々ユカが制作した音とは別にやしきんが手掛けたものである。

## シングルリリース
2014年5月28日にAstro Voiceから発売された。みみめめMIMIのシングルとしては前作「瞬間リアリティ」から約5か月ぶりのリリースとなる。
販売形態は初回盤（AZZS-23）と通常盤（AZCS-2035）の2種リリースで、初回盤には本曲のミュージック・ビデオと『ブレイドアンドソウル』のノンテロップオープニング映像を収録したDVDが同梱されている。
2曲目「瞬間リアリティ 〜Piano Version〜」は、前作をバラード風にアレンジしたピアノバージョンで、同作で1stシングル「センチメンタルラブ」で楽器をピアノにアレンジしたことが気に入ったため今作でも取り入れることを思いついたという。

## シングル収録内容
| 全作詞・作曲: ユカ。 |                                      |           |            |          |      |
| #                    | タイトル                             | 作詞      | 作曲・編曲 | 編曲     | 時間 |
| 1.                   | 「サヨナラ嘘ツキ」                   | ユカ      | ユカ       | やしきん | 4:17 |
| 2.                   | 「瞬間リアリティ 〜Piano Version〜」 | ユカ      | ユカ       | ユカ     | 5:04 |
| 3.                   | 「サヨナラ嘘ツキ（instrumental）」   | ユカ      | ユカ       |          | 4:14 |
| 合計時間:            | 合計時間:                            | 合計時間: | 13:37      |          |      |

| #  | タイトル                                                             | 作詞 | 作曲・編曲 |
| -- | -------------------------------------------------------------------- | ---- | ---------- |
| 1. | 「サヨナラ嘘ツキ (MIMI Edition)」(Music Video)                       |      |            |
| 2. | 「テレビアニメ「ブレイドアンドソウル」ノンテロップオープニング映像」 |      |            |

## チャート
| チャート（2014年）                                 | 最高位 |
| -------------------------------------------------- | ------ |
| オリコン                                           | 46     |
| Billboard JAPAN Hot 100                            | 92     |
| Billboard JAPAN Hot Singles Sales                  | 45     |
| Billboard JAPAN Top Independent Albums and Singles | 22     |